# Chosendo
Chosendo is een plaats (freguesia) in de Portugese gemeente Sernancelhe en telt 250 inwoners (2001).